# Ryōya Ueda
Ryōya Ueda (japanisch 上田 陵弥 Ueda Ryōya; * 2. Mai 1989 in Ishikari) ist ein ehemaliger japanischer Fußballspieler.

## Karriere
Ueda erlernte das Fußballspielen in der Schulmannschaft der Hokkai High School und der Universitätsmannschaft der Chuo-Gakuin-Universität. Seinen ersten Vertrag unterschrieb er 2012 bei Yokogawa Musashino (heute: Tokyo Musashino City FC). Der Verein spielte in der dritthöchsten Liga des Landes, der Japan Football League. Für den Verein absolvierte er 49 Ligaspiele. 2014 wechselte er zum Drittligisten FC Ryūkyū. Für den Verein absolvierte er 32 Ligaspiele. 2016 kehrte er zum Tokyo Musashino City FC zurück. Für den Verein absolvierte er 19 Ligaspiele. 2017 wechselte er zu Tokachi FC. Ende 2017 beendete er seine Karriere als Fußballspieler.